# Inclusion〜インクルージョン〜
『Inclusion〜インクルージョン〜』は、2004年10月29日にアダルトゲームブランドのburstonから発売されたアダルトゲーム。

## 概要
ゲームブランドburstonの処女作。
マルチサイトノベルの体をしており、舞台である鳴島団地で起きた狂気的な連続殺人事件を軸に、各登場人物ごとにパートが分かれている。選択肢はなく、パートを読み終えるごとに読める作品が増えていく。

## あらすじ

### 嘉納千紗シナリオ
ある朝、嘉納千紗は、愛犬ガッツと散歩に出た際、いつもとは違う道を通ることにした。
そこで彼女が見つけたのは、鳴島団地という古びた団地だった。人の気配がないことから戸惑いを感じるも、団地から少女・牡丹と出会ったことで、警戒心を解いた。
千紗が学校に行くと、隣のクラスの今枝麻衣子が殺されたというニュースが飛び交っていた。発見現場は鳴島団地だったが、千紗の見つけた古い棟ではなかった。
その後、千紗は朝に行った散歩のルートを再びたどり、永津龍哉と澤田遥と来宝史佳という三人の男女と出会った。
千紗は三人の中で、ぶっきらぼうながらもどこか優しい龍哉に惹かれるが、彼らを惨劇が待ち受けていた。

### 永津龍哉シナリオ
永津龍哉は、下の名前の読みが同じであることから、守岡組組長・森岡龍也の付き人を務めていた。
組長の死をみとる際、龍哉は組長から指輪のようなものを受け取る。それが何かを理解できぬまま龍哉は帰路に就いたものの、のちに森岡組の実印にして跡目の証であることが判明し、龍哉は2日間にわたって逃げ回る羽目になる。
疲労の中、龍哉は廃墟と化した鳴島団地のことを思い出し、そこへ逃げた。

### 司馬喬シナリオ
鳴島団地の管理人の孫である司馬喬は、祖父の日記から小さなカギを見つける。そのカギは扉の鍵にしては小さく、何のカギなのかわからずにいた。
その後、喬は公園でいじめられていた香城佐里を助ける。

### 来宝史佳シナリオ
霊能力を持つ来宝家の当主・マモリ様である来宝史佳は、伴侶・川島牡丹の死が原因で霊視能力を失った。
牡丹を探すため、史佳は鳴島団地に住むこととなった。
ある日、鳴島団地に鳴島団地に邪気が流れ込むのを感じる。その邪気の根源は、転がり込んできた永津龍哉が持っていた指輪にあり、その指輪は来宝一族の作った呪具でもあった。

### 香城佐里シナリオ
いじめられていた香城佐里は、鳴島団地の408号室のポストに騎士様への手紙を入れると願いをかなえてくれるという伝説を信じて、3号棟のポストに入れ続けていた。
ある夜、佐里は一人の少年とすれ違うが、暗闇への恐怖と騎士様への期待のあまり、少年のことについては覚えていなかった。
その後、佐里は鳴島団地の管理人の孫・司馬喬に助けられる。

### 西原裕紀シナリオ
他者への関心が薄い少年・西原裕紀は、偶然すれ違った香城佐里に恋心を抱いた。
裕紀は鳴島団地の3号棟へ駆ける佐里を後をつけ、ポストに入れた手紙を読んだ。
佐里が書いたと思われるその手紙には、自分をいじめる今枝麻衣子を消してほしいという事が書いてあった。
麻衣子と面識のあった裕紀は、恋した相手・佐里のために麻衣子を殺すことを思い立った。

### 澤田遥シナリオ
恋人に裏切られた澤田遙は、屈辱を与える形で自殺を思い立った。
しかし、遺書をうまく書くことができないうえ、既に鳴島団地で殺人事件が起きていたといった予定外の事態が重なり、遙は死ぬ気が半減していた。
それでも、何とか恋人との思い出の残る鳴島団地の3号棟までたどりついたが、老朽化が進んでいて見る影もなかった。
思い出までも打ち砕かれた遙は、再び自殺を考え、屋上まで歩いて行った。

### 望月奈依シナリオ
鳴島団地に住む望月奈依は、幼馴染の今枝麻衣子と再会するが、すぐに麻衣子が何者かに殺される。

## 登場人物
嘉納千紗
舞台の鳴島団地の近くに引っ越してきた女子高生。愛犬のガッツと散歩している間、鳴島団地に迷い込む。
永津龍哉
元守岡組組長の付き人。組長の死の間際に厄介な指輪を受け取ったことで騒動に巻き込まれ、鳴島団地に逃げ込む。
澤田遙
OL。恋人に嫌気がさし、思い出の場所で自殺しようと鳴島団地を訪れる。自殺は阻まれ、しばらく来宝と共に過ごすことになる。
来宝史佳
霊能者の一族。かつての友人の消息を辿るため、鳴島団地に住みこむ。
望月奈依
連続殺人事件最初の被害者である今枝麻衣子の幼馴染。麻衣子の死の理由を探る。
司馬喬
鳴島団地の元管理人の孫。大学生。祖父の残した鍵の謎を解こうと鳴島団地に赴く。
香城佐里
ゴスロリ系の洋服を身にまとう。他人と接するのが嫌いで、今枝にはよくいじめられていた。
西原裕紀
どこか人間としての実感のわかない男子高生。香城に一目惚れする。

### サブキャラクター
森岡龍也
守岡組組長。年老いており、亡くなる直前の時点では、過去の自分と付き人である龍哉の区別がついていなかった。
今枝麻衣子
連続殺人事件最初の被害者。

## スタッフ
- ビジュアル：たかみち
- シナリオ：館山緑
- 音楽：ZERODECIBEL
  - 挿入歌：色-イロ-
    - 作詞：ハイアンドロー
    - 作曲・編曲：ZERODECIBEL
    - 歌：山本章子

  - 挿入歌：のらいぬ
    - 作詞：ハイアンドロー
    - 作曲・編曲：ZERODECIBEL
    - 歌：松本吉朗

  - タイトル：永遠
    - 作詞：赤坂ハイボーラーズ
    - 作曲・編曲：ZERODECIBEL
    - 歌：赤坂ハイボーラーズ

## ラジオドラマ
2004年5月11日から同年8月24日までWebラジオ番組『ブースト・オン・ザ・ラジオ』内にて、毎週配信された。全12回。
ゲーム本編と世界観を共有しながら、内容の全く異なるショートドラマが展開される。ドラマCDとしての販売は通信販売限定であり、2013年現在では購入不可。本編には声は付いていないが、ショートドラマは豪華声優陣が演じた。キャストは堀江由衣、田村ゆかり、平松晶子、井上和彦、鈴村健一、小西克幸、たかはし智秋、宝亀克寿、水谷ケイコ、岡田優香。
- ドラマCD
  - インクルージョン〜初夏〜（2004年7月23日、ブーストン / BUCD-001）

## 小説
2004年12月から2005年3月にかけてハーヴェストノヴェルズ（ハーヴェスト出版）よりノベライズが発売された。全3巻。著者はゲームと同じ館山緑。
ゲームの後日談となっている。
絶版後、イラストをなくしgranatより2021年4月26日から同年6月27日にかけて電子書籍化された。加筆訂正と、2巻に書き下ろし短編「繰り返されたハート」、3巻にColorful PUREGIRLに掲載した短編「鳴島団地にまつわるいくつかの噂話」収録。